# Templo de San Antonio Abad
El templo de San Antonio Abad es una iglesia desafectada ubicado al sur del centro de México.

## Ubicación
Se encuentra sobre la calzada homónima, a la que da el nombre. En su momento se consideró fuera de la ciudad, que encontraba su límite en la acequia de San Antonio Abad, actualmente la calle de Chimalpopoca. Oficialmente, se encuentra en la colonia Tránsito. 
Irónicamente, la estación homónima del metro no es la más cercana a la iglesia, sino Pino Suárez.

## Historia
Siguiendo el mapa de México-Tenochtitlán de Carrara Stampa, en su lugar antes hubo un teocalli dedicado a Toci, y el nombre del calpulli era "Tocititlán". Estaba en el campan de Teopan.
En 1530 Alonso Sánchez, uno de los primeros pobladores de la Ciudad de México, solicita la donación de un terreno para erigir una ermita dedicada a San Antón, cuyos costos él pagaría. Empezó con la forma de una capilla abierta; consta que se terminó a mediados del siglo XVI, y que estuvo bajo custodia de los franciscanos. Durante este periodo recibió el nombre de San Antonio Tepito, por la pequeñez de sus dimensiones
En 1562 llegaron a México unos antoninos procedentes del convento de Burgos, liderados por su comendador fray Juan Muñoz, que querían hacer una fundación en la ciudad para atender el mal de San Antón, y se les entregó la ermita del nombre de su santo patrono, junto a la cual inmediatamente construyeron habitaciones y hospital. Extendieron la iglesia en 1575, encargando la obra a Claudio Arciniega. En 1594, entra para ser educado por los religiosos el noble chalca Domingo Francisco Chimalpahin Quauhtlehuanitzin, que por esta razón también se llama Domingo de San Antón.
En 1628 arriba a México como nuevo comendador fray Juan Pérez Gil, que tuvo que soportar la ruina de la inundación de 1629, que dejó tan dañada la iglesia que a la muerte de Pérez Gil ésta se estaba cayendo. Debido a ello, fray Juan Domínguez Araoz, nuevo comendador, decidió levantar una nueva, obra que duró de 1687 a 1694 y la dejó con un techo de artesonado. Una vez terminado, el arzobispo Francisco de Aguiar y Seijas la declaró ayuda de la parroquia de San José de Naturales. 
En 1702 el nuevo comendador fray Diego de Miraval reconsagró el templo a su santo patrono. En 1708, el comendador fray Andrés de la Borda comisionó el dorado del retablo principal.
En 1771 el rey Carlos III de España encargó al arzobispo Alonso Núñez de Haro la reforma de la orden en Nueva España, que tenía malísima fama de licenciosa. Era tal el problema que no se sabía si la baja afluencia era por la bajeza moral de los religiosos, o si ésta era consecuencia de la indiferencia del vecindario. El arzobispo dispuso Que los frailes vistiesen en de modo uniforme (su hábito azul con la letra griega τ y su capa...)... que no metieran mujeres en sus cuartos... que hicieran... vida común... rezasen en el coro lo dispuesto por sus reglas..., disposiciones que fueron ignoradas. Hay evidencia de que esto no era problema sólo del hospital de México sino de toda la orden en las posesiones de España.
El comendador Juan Dosel hizo en 1775 una nueva obra que involucraba el cambio del artesonado por una bóveda, el aumento de la altura de la nave, la creación de nuevos retablos y la adición de contrafuertes para evitar el hundimiento del edificio hacia el suroeste, ya entonces perceptible. 
Los problemas de la orden llegaron al punto de que el rey Carlos III decretó su disolución, que fue aprobada en 1787 por el papa Pío VI. La disposición llegó en 1791 a México, siendo comendador del hospital fray Santiago María. Se les permitió a él y a los religiosos permanecer en las instalaciones, ya subordinadas como capilla mayor de la parroquia de Santa Cruz Acatlán, siempre y cuando pasasen al clero secular. Así lo hicieron y el último de ellos murió en 1821 Mientras tanto, el hospital permaneció como tal y siguió atendiendo enfermos. Con las obras en Santa Cruz en 1816, el templo de San Antonio Abad pasa a ser temporalmente la sede de la parroquia. Los dos últimos enfermos que se atendían en el hospital fueron trasladados al de San Lázaro en 1811, y en 1819 fue fusionado con el de San Lázaro, a cargo de los juaninos. 
Con la muerte de los últimos antoninos y la supresión y desamortización de las órdenes hospitalarias y mendicantes del Trienio Liberal, el hospital pasó a manos del Ayuntamiento de México. 